# David Vaughan (explorateur)
Ne doit pas être confondu avec David Vaughan.
Pour les articles homonymes, voir Vaughan.
David Vaughan, mort vers 1720, est un navigateur et explorateur britannique. 

## Biographie
Capitaine de la Compagnie de la Baie d'Hudson, il navigue avec George Barlow sous le commandement général de l'explorateur James Knight dans le cadre d'une expédition visant à découvrir le passage du Nord-Ouest.
Le capitaine Vaughan est à bord du Discovery avec Knight. Les explorateurs font naufrage sur l'île Marble. Les restes du camp où ils ont tous péri sont découverts plusieurs années plus tard par l'explorateur Samuel Hearne.